# Ерстад
Ерстад (норв. Gjerstad) – муніципалітет в Норвегії, у фюльке Еуст-Агдер. Адміністративний центр – місто Ерстад.

## Історія
Муніципалітет заснований 1838 року.

## Населення
Згідно з даними за 2005 рік, у гміні мешкало 2500 ос. Густота населення становила 7,75 осіб/км². За населенням муніципалітет посідає 302-тє місце у Норвегії. 
| населення станом на 1 січня 2005 |        |          |       |
|                                  | жінки  | чоловіки | разом |
| ос.                              | 1268   | 1232     | 2500  |
| %                                | 50,72% | 49,28%   | 100%  |

| освіченість населення станом на 1 жовтня 2004 |           |         |        |          |
|                                               | початкова | середня | вища   | невідомо |
| ос.                                           | 508       | 1225    | 213    | 39       |
| %                                             | 25,59%    | 61,71%  | 10,73% | 1,96%    |

## Освіта
Згідно з даними на 1 жовтня 2004 у муніципалітеті було 3 початкових школи (норв. grunnskolar), у яких навчалося 355 учні.